# Документ про вищу освіту
Докуме́нти про ви́щу осві́ту 
Встановлюються такі види документів, які засвідчують здобуття особою вищої освіти та кваліфікації за певними освітньо-кваліфікаційними рівнями:
- диплом молодшого спеціаліста;
- диплом бакалавра;
- диплом спеціаліста;
- диплом магістра.

Зразки документів про вищу освіту затверджуються Кабінетом Міністрів України.
Заклад вищої освіти має право видавати документ про вищу освіту державного зразка тільки з акредитованого напряму (спеціальності).
Для осіб, які навчалися за кошти державного бюджету, документи про вищу освіту виготовляються та видаються за рахунок коштів Державного бюджету України.
Особи, відраховані із закладу вищої освіти до завершення навчання за освітньо-професійними програмами, отримують академічні довідки встановленого спеціально уповноваженим центральним органом виконавчої влади у галузі освіти і науки зразка.
Вища незакінчена освіта посвідкується довідкою.